# Dave Hyatt
David Hyatt  (n. 28 iunie 1972) este un dezvoltator de software american care lucrează pentru Apple din 15 iulie 2002. Acolo a lucrat în echipă la browser web Safari și framework WebKit.
A lucrat la Netscape din 1997 până 2002 unde a contribuit la Mozilla, el este cel care a fondat proiectul Camino inițiat în 2002, apoi este co-fondatorul proiectului Firefox, împreună cu Blake Ross la mijlocul anului 2002, și în final el a fost angajat pentru Apple pentru a crea Safari. Lui i se atribuie extinderea numărului de taburi.